# 高筒防水胶靴
高筒防水胶靴（英語：Hip boot）是一种最初设计给河流渔民使用的靴子。高筒防水胶靴通常由橡胶制作而成，完全包裹腿部，顶端抵达腰部。高筒防水胶靴设计给渔民防水穿的靴子，穿上之后可以步入深水捕捉大鱼。在秋季和冬季，它们也可以保持脚和腿的温度。生态学家和环境科学家也穿着这种靴子在沼泽地或湖泊检测水质。
洪水爆发时，穿高筒防水胶靴是必须做的事情。在城市裡，尤其是日本和俄罗斯的女性，穿这种靴子和雨衣以防止大雨淋湿身体。
連身及胸者又被稱為青蛙裝，多為漁民所使用。